# أحمد آباد
أحمد آباد (باللغة الغوجاراتية: અમદાવાદ، "أمداڤاد") هي أكبر مدن ولاية كجرات، وسابع أكبر مدن الهند. عدد سكانها 5.1 مليون نسمة. تقع شمال غرب الهند، وتبعد عن شمال مومباي (بومباي) بحوالي 440 كيلومتراً. تأسست في عام 1412 بواسطة السلطان أحمد شاه[ ؟ ]على نهر سابارماتي كعاصمة لمملكة غوجارات، وهي مركز تجاري وثقافي وصناعي يحتوي على العديد من المساجد والمعابد والقبور. سقطت المدينة على يد الإمبراطور أكبر في عام 1573، وكانت منذ القرن 17 تحت حكم أباطرة موغال حتى قدوم البريطانيين في عام 1818. عاش فيها غاندي لفترة من الزمن. كانت عاصمة الولاية من عام 1960 إلى 1970 حينما استبدلت بغاندهيناغار.
مع افتتاح مصانع القطن في منتصف القرن 19، أصبحت المدينة إحدى أكبر المدن الصناعية في الهند. شهدت المدينة زلزالاً كبيراً في عام 2001 أودى بحياة العديد من السكان. يوجد في المدينة جامع المسجد الذي بني في العام 1424 وكان سابقاً معبداً هندوسياً. كما يوجد في المدينة جامعة غوجارات (بنيت في عام 1950).

## المناخ
يظهر الجدول التالي التغييرات المناخية على مدار السنة لأحمد آباد:
| البيانات المناخية لـأحمد آباد                                               | البيانات المناخية لـأحمد آباد | البيانات المناخية لـأحمد آباد | البيانات المناخية لـأحمد آباد | البيانات المناخية لـأحمد آباد | البيانات المناخية لـأحمد آباد | البيانات المناخية لـأحمد آباد | البيانات المناخية لـأحمد آباد | البيانات المناخية لـأحمد آباد | البيانات المناخية لـأحمد آباد | البيانات المناخية لـأحمد آباد | البيانات المناخية لـأحمد آباد | البيانات المناخية لـأحمد آباد | البيانات المناخية لـأحمد آباد |
| الشهر                                                                       | يناير                         | فبراير                        | مارس                          | أبريل                         | مايو                          | يونيو                         | يوليو                         | أغسطس                         | سبتمبر                        | أكتوبر                        | نوفمبر                        | ديسمبر                        | المعدل السنوي                 |
| --------------------------------------------------------------------------- | ----------------------------- | ----------------------------- | ----------------------------- | ----------------------------- | ----------------------------- | ----------------------------- | ----------------------------- | ----------------------------- | ----------------------------- | ----------------------------- | ----------------------------- | ----------------------------- | ----------------------------- |
| الدرجة القصوى °م (°ف)                                                       | 36.1 (97.0)                   | 40.6 (105.1)                  | 43.9 (111.0)                  | 46.2 (115.2)                  | 50.0 (122.0)                  | 47.2 (117.0)                  | 42.2 (108.0)                  | 40.4 (104.7)                  | 41.7 (107.1)                  | 42.8 (109.0)                  | 38.9 (102.0)                  | 35.6 (96.1)                   | 50.0 (122.0)                  |
| متوسط درجة الحرارة الكبرى °م (°ف)                                           | 28.1 (82.6)                   | 30.8 (87.4)                   | 35.8 (96.4)                   | 39.6 (103.3)                  | 41.6 (106.9)                  | 38.8 (101.8)                  | 33.6 (92.5)                   | 32.0 (89.6)                   | 33.8 (92.8)                   | 35.7 (96.3)                   | 32.9 (91.2)                   | 29.5 (85.1)                   | 34.4 (93.9)                   |
| متوسط درجة الحرارة الصغرى °م (°ف)                                           | 12.4 (54.3)                   | 14.3 (57.7)                   | 19.5 (67.1)                   | 23.9 (75.0)                   | 27.0 (80.6)                   | 27.5 (81.5)                   | 25.9 (78.6)                   | 25.0 (77.0)                   | 24.7 (76.5)                   | 21.4 (70.5)                   | 16.7 (62.1)                   | 13.4 (56.1)                   | 21.0 (69.8)                   |
| أدنى درجة حرارة °م (°ف)                                                     | 3.3 (37.9)                    | 2.2 (36.0)                    | 9.4 (48.9)                    | 12.8 (55.0)                   | 19.1 (66.4)                   | 19.4 (66.9)                   | 20.4 (68.7)                   | 21.2 (70.2)                   | 17.2 (63.0)                   | 12.6 (54.7)                   | 8.3 (46.9)                    | 3.6 (38.5)                    | 2.2 (36.0)                    |
| معدل هطول الأمطار مم (إنش)                                                  | 1.0 (0.04)                    | 0.8 (0.03)                    | 0.6 (0.02)                    | 2.4 (0.09)                    | 7.0 (0.28)                    | 80.0 (3.15)                   | 291.2 (11.46)                 | 266.2 (10.48)                 | 86.8 (3.42)                   | 11.7 (0.46)                   | 2.3 (0.09)                    | 1.0 (0.04)                    | 750.9 (29.56)                 |
| متوسط الأيام الممطرة                                                        | 0.1                           | 0.1                           | 0.0                           | 0.4                           | 0.6                           | 3.9                           | 11.5                          | 10.7                          | 5.0                           | 0.8                           | 0.4                           | 0.2                           | 33.6                          |
| متوسط الرطوبة النسبية (%)                                                   | 49                            | 43                            | 37                            | 41                            | 47                            | 62                            | 77                            | 81                            | 71                            | 53                            | 48                            | 50                            | 55                            |
| ساعات سطوع الشمس الشهرية                                                    | 287.3                         | 274.3                         | 277.5                         | 297.2                         | 329.6                         | 238.3                         | 130.1                         | 111.4                         | 220.6                         | 290.7                         | 274.1                         | 288.6                         | 3٬019٫7                       |
| المصدر #1: India Meteorological Department (record high and low up to 2010) |                               |                               |                               |                               |                               |                               |                               |                               |                               |                               |                               |                               |                               |
| المصدر #2: NOAA (sun and humidity 1971–1990), IEM ASOS (May record high)    |                               |                               |                               |                               |                               |                               |                               |                               |                               |                               |                               |                               |                               |

## توأمة
لأحمد آباد اتفاقيات توأمة مع كل من:
- بلد الوليد
- أستراخان
- ريو دي جانيرو
- كولومبوس
- جيرسي سيتي

## أعلام
- بيجوم أختر
- سميت باتل
- فيكرام سرابهاي
- أنانج ديساي
- ابهيجات جوشي
- إبراهيم إسماعيل جندريكار